# Liste der Ministerien des Vereinigten Königreichs
Die Ministerien des Vereinigten Königreichs gehören zur Exekutive der Regierung des Vereinigten Königreichs. Die Ministerien werden durch die Minister geführt, die alle Mitglieder des traditionellen Kabinetts sind. Die meisten Ministerien haben ihren Sitz in der britischen Hauptstadt London.

## Liste
| Name                                                 | Ressort                                                                  | Gründung | Bild                                         | Hauptsitz                                       |
| ---------------------------------------------------- | ------------------------------------------------------------------------ | -------- | -------------------------------------------- | ----------------------------------------------- |
| Attorney General's Office                            | Büro des Generalstaatsanwalt für England und Wales                       | 1315     |                                              | 20 Victoria Street, London                      |
| Cabinet Office                                       | Kabinettsbüro                                                            | 1916     |                                              | 70 Whitehall, London                            |
| 10 Downing Street                                    | Büro des Premierministers                                                |          |                                              | 10 Downing Street, London                       |
| Department for Business and Trade                    | Ministerium für Wirtschaft und Handel                                    | 2023     |                                              | Old Admiralty Building, Admiralty Place, London |
| Department for Energy Security and Net Zero          | Ministerium für Energiesicherheit und CO2-Neutralität                    | 2023     |                                              | 1 Victoria Street, London                       |
| Department for Culture, Media and Sport              | Ministerium für Kultur, Medien und Sport                                 | 1997     |                                              | 100 Parliament Street, London                   |
| Department for Education                             | Ministerium für Bildung                                                  | 2010     |                                              | Sanctuary Buildings, Great Smith Street, London |
| Department for Environment, Food and Rural Affairs   | Ministerium für Umwelt, Ernährung und ländliche Angelegenheiten          | 2001     |                                              | 2 Marsham Street, London                        |
| Department for Science, Innovation and Technology    | Ministerium für Wissenschaft, Technologie und Innovationen               | 2023     |                                              | 100 Parliament Street, London                   |
| Department for Transport                             | Ministerium für Verkehr                                                  | 2002     |                                              | Great Minster House, 33 Horseferry Road, London |
| Department for Work and Pensions                     | Ministerium für Arbeit und Rente                                         | 2001     |                                              | Caxton House, Tothill, London                   |
| Department of Health and Social Care                 | Ministerium für Gesundheit und Soziales                                  | 2001     |                                              | 39 Victoria Street, London                      |
| Foreign, Commonwealth and Development Office         | Ministerium für Auswärtiges, Commonwealth und Entwicklungszusammenarbeit | 1968     |                                              | King Charles Street, London                     |
| HM Treasury                                          | Finanzministerium                                                        | 1126     |                                              | 1 Horse Guards Road, London                     |
| Home Office                                          | Innenministerium                                                         | 1782     |                                              | 2 Marsham Street, London                        |
| Ministry of Defence                                  | Verteidigungsministerium                                                 | 1964     |                                              | Main Building, Whitehall, London                |
| Department for Levelling Up, Housing and Communities | Ministerium für Wohnungswesen, Gemeinden und Kommunalverwaltung          | 2006     |                                              | 2 Marsham Street, London                        |
| Ministry of Justice                                  | Justizministerium                                                        | 2007     |                                              | 102 Petty France, London                        |
| Northern Ireland Office                              | Ministerium für Nordirland                                               | 1972     |                                              | Stormont House, Stormont Estate, Belfast        |
| Northern Ireland Office                              | Ministerium für Nordirland                                               | 1972     | 1 Horseguards Road, London                   |                                                 |
| Office of the Advocate General for Scotland          | Büro des Generalstaatsanwalt für Schottland                              | 1999     |                                              | Queen Elizabeth House, Edinburgh                |
| Office of the Leader of the House of Commons         | Büro des Leader of the House of Commons                                  | 1721     |                                              | Palace of Westminster, London                   |
| Office of the Leader of the House of Lords           | Büro des Leader of the House of Lords                                    | 1721     |                                              | 1 Horseguards Road, London                      |
| Office of the Secretary of State for Scotland        | Ministerium für Schottland                                               | 2003     |                                              | Dover House, Whitehall, London                  |
| Office of the Secretary of State for Scotland        | Ministerium für Schottland                                               | 2003     | Queen Elizabeth House, Edinburgh             |                                                 |
| Office of the Secretary of State for Wales           | Ministerium für Wales                                                    | 1999     |                                              | Gwydyr House, Whitehall, London                 |
| Office of the Secretary of State for Wales           | Ministerium für Wales                                                    | 1999     | Tŷ William Morgan, 6 Central Square, Cardiff |                                                 |
| Export Credits Guarantee Department                  | Exportkreditagentur                                                      | 1919     |                                              | 1 Horseguards Road, Whitehall, London           |